# Clintonie boréale
Clintonia borealis
Espèce
Classification phylogénétique
La Clintonie boréale (Clintonia borealis), aussi appelée Poison à couleuvre, Bluebead-Lily, est une espèce de plantes herbacées vivaces de la famille des Liliaceae. C'est une plante forestière de l'Amérique du Nord. Elle a été classée anciennement dans le genre Convallaria.

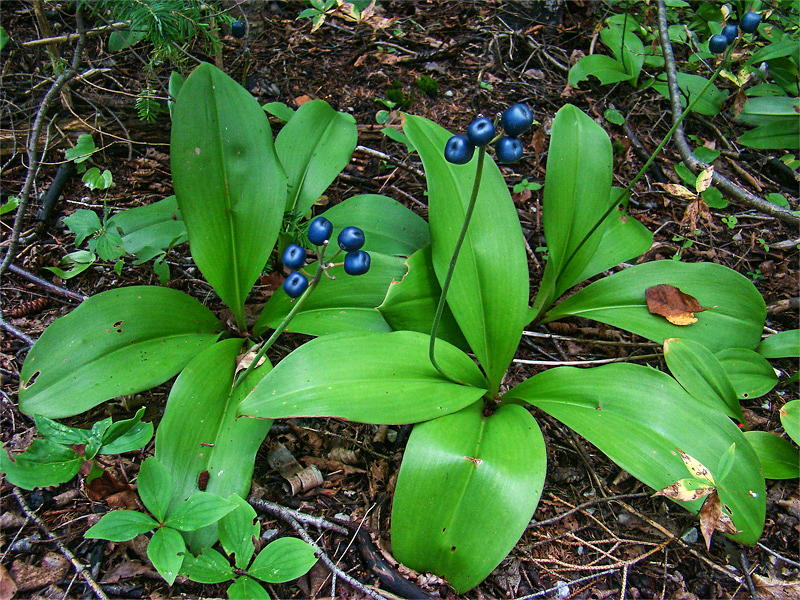
Clintonia borealis, Deer Lake, Terre-Neuve-et-Labrador.

## Description générale

### Port général
La Clintonie boréale est une plante pubescente faisant de 14 à 25 cm de hauteur que l'on trouve dans des colonies homogènes.

### Appareil végétatif
Cette plante est composée d'une tige très réduite, presque nulle, et d'une hampe florale émergeant de deux à cinq grandes feuilles basilaires et luisantes.

### Appareil reproducteur

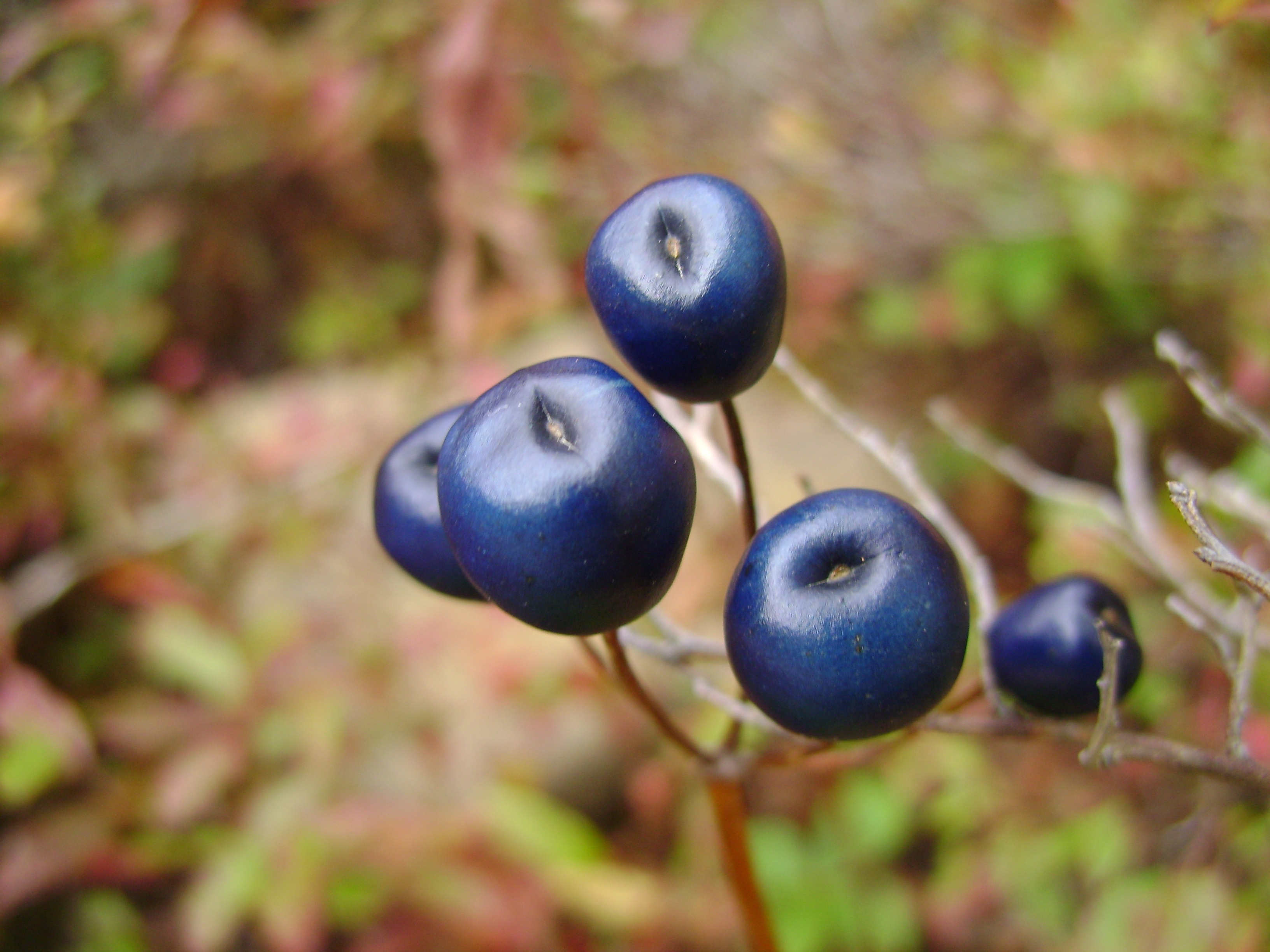
Fruits de Clintonia borealis.

La hampe porte, en position terminale, quelques fleurs jaunes qui s'épanouissent pendant les mois de mai et juin. Les fruits sont de petites baies ovales bleues, rarement blanches. La plante se reproduit par graines ou par rhizomes souterrains. Il faut plus d'une douzaine d'années à un clone pour s'établir et produire sa première fleur, dont deux ans qui sont consacrés uniquement à la germination. Les parties les plus anciennes du rhizome commence à mourir après environ 15 ans, mais de nouvelles parties poursuivent leur développement. Une colonie couvre souvent plusieurs centaines de mètres carrés. Quelques spécimens établissent de nouvelles colonies.

## Écologie
La Clintonie boréale est une plante à croissance très lente, caractéristique des forêts de conifères et parfois mixtes du nord-est de l'Amérique du Nord. Elle pénètre le continent jusqu'en Caroline du Nord, remontant la côte est de l'Atlantique jusqu'au nord du Québec et au Labrador où elle tapisse la forêt boréale.
Comme d'autres plantes forestières à croissance lente, telle le genre Trillium, cette clintonie est extrêmement sensible au pâturage par le Cerf de Virginie.

## Propriétés
Les jeunes feuilles de la plante qui n'ont que quelques centimètres sont comestibles. Elles ont un léger goût de concombre. Leur goût devient amer lorsque l'été avance. Cependant, le fruit est légèrement toxique, et a un goût très désagréable. Cette plante est considérée comme toxique par certains ouvrages.
Les feuilles broyées appliquées sur la peau auraient la capacité d'éloigner les moustiques. Par contre, cette propriété n'a jamais été prouvée et est même contredite dans certains ouvrage tel que Le guide de vie et survie en forêt de Jean-Marc Lord et André Pelletier.

## Culture naturelle
La culture est difficile, en raison de la nécessité d'éviter la lumière du soleil directe et la difficulté posée par la germination. Le repiquage n'est pas recommandé.

## Folklore
Dans le Nord du Québec, les chasseurs auraient frotté leurs pièges avec les racines de la plante parce que les ours sont attirés par son odeur.
Selon un conte Mi'kmaq, quand une couleuvre mange un crapaud venimeux, elle glisse en cercles rapides autour d'une pousse de clintonie pour transférer le poison à la plante.